# Crawford Castle

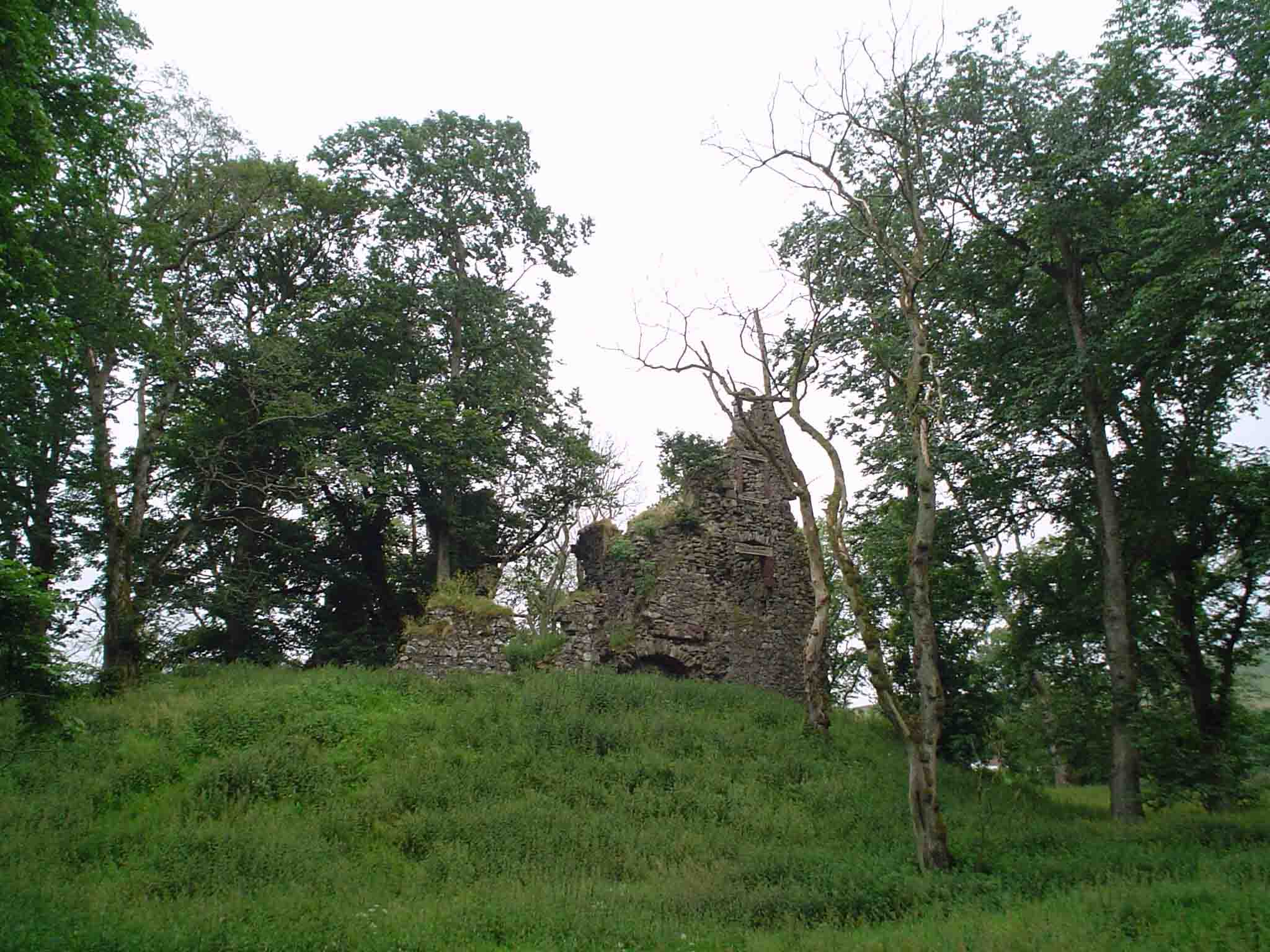
Die Ruinen von Crawford Castle

Crawford Castle ist eine Burgruine am Nordufer des Clyde, etwa 800 Meter nördlich des Dorfes Crawford in der schottischen Council ARea South Lanarkshire. Die Ruinen stehen auf dem Erdwerk einer früheren Motte. Früher wurde die Burg nach ihren früheren Besitzern, dem Clan Lindsay, Lindsay Tower genannt. Die Burg war strategisch günstig auf dem Weg von England in das obere Clyde-Tal gelegen.
Die Ruine ist als Scheduled Monument geschützt.

## Geschichte
Ausgrabungen nordwestlich der Burgruine zeigten, dass an dieser Stelle ein römisches Fort mit einer Garnison von vielleicht 300 Mann von 80 n. Chr. bis 170 n. Chr. existierte.
Dieser Standort war das Verwaltungszentrum der Baronie Crawford, damals die größte und einflussreichste Baronie im Süden Schottlands. Die Baronie wurde vor 1100 gegründet; Quellen aus dieser Zeit zeigen Thor Longus als Herrn von Crawford. Aus dieser Linie stammte der Familienname „Crawford“ der ursprünglichen Herren der Baronie. Crawford Castle existierte bereits 1175 und wurde offenbar als hölzerne Burg auf einem Erdwerk einige Zeit vor der Burg der Crawfords errichtet.
Die Familie Lindsay erbte die Hälfte der Baronie von Crawford, Crawford Parish genannt, 1215 durch Heirat mit der jüngeren Tochter von Sir John Crawford, der 1246 ohne männliche Nachkommen starb. Die Familie Crawford behielt die andere Hälfte, Crawfordjohn Parish genannt, da die Baronie bereits vier Generationen vorher unter der Familie Crawford aufgeteilt worden war. Crawford Castle liegt im Crawford Parish. Schon früher diente der Clan Carmichael aus Meadowflat als erbliche Konstabler der Burg; sie behielten dieses Amt auch unter den späteren Eigentümern.
1398 schlug König Robert II. David Lindsay zum Earl of Crawford. Dieser hatte am Georgstag, dem 23. April 1390, für seine Tapferkeit große Meriten erworben, als er sich mit dem Engländer John de Welles, 5. Baron Welles, auf der London Bridge duellierte, nachdem Baron Welles auf einem Bankett in Edinburgh, offenbar unter Alkoholeinfluss, als Champion von England ausgerufen hatte: „Lasst nicht Worte sprechen; wenn Ihr die Ritterlichkeit und die tapferen Taten der Engländer kennt: nennt mir einen Tag und einen Ort, wo Ihr seid, und Ihr werdet sie erfahren.“
Mit der Thronbesteigung von Jakob IV. 1498 wurde die Baronie Crawford an Archibald Douglas, 5. Earl of Angus, übertragen, da dieser dessen Vater, König Jakob III., gegen die Rebellion des jungen Prinzen unterstützt hatte. Die Earls of Angus hielten die Burg bis 1578, als sie ihnen der junge König Jakob V. wieder abnahm. König Jakob nutzte Crawford Castle als Jagdschloss bis zu seinem Tode 1542. Seine Geliebte, Elizabeth Carmichael, war die Tochter des erblichen Konstablers.
Nach 1542 wurde die Baronie an die Earls of Angus zurückübertragen. Das erbliche Konstableramt der Carmichaels endete 1595. 1633 wurde der 11. Earl of Crawford zum Marquess of Douglas ernannt und die Burg wurde danach vermutlich umgebaut. Dann fiel sie an den Duke of Hamilton und wurde im 18. Jahrhundert an Sir George Colebrooke verkauft. Nachdem sie eine Zeitlang als Bauernhaus diente, wurde sie Ende des 18. Jahrhunderts aufgegeben. Der größte Teil ihrer Bausteine wurde zum Bau der Crawford Castle Farm verwendet. Vier Steintafeln mit Wappen, eine davon zusammen mit dem Jahr 1648, wurden in die West- und Südmauer von Crawford Castle House eingebaut.

## Ruinen

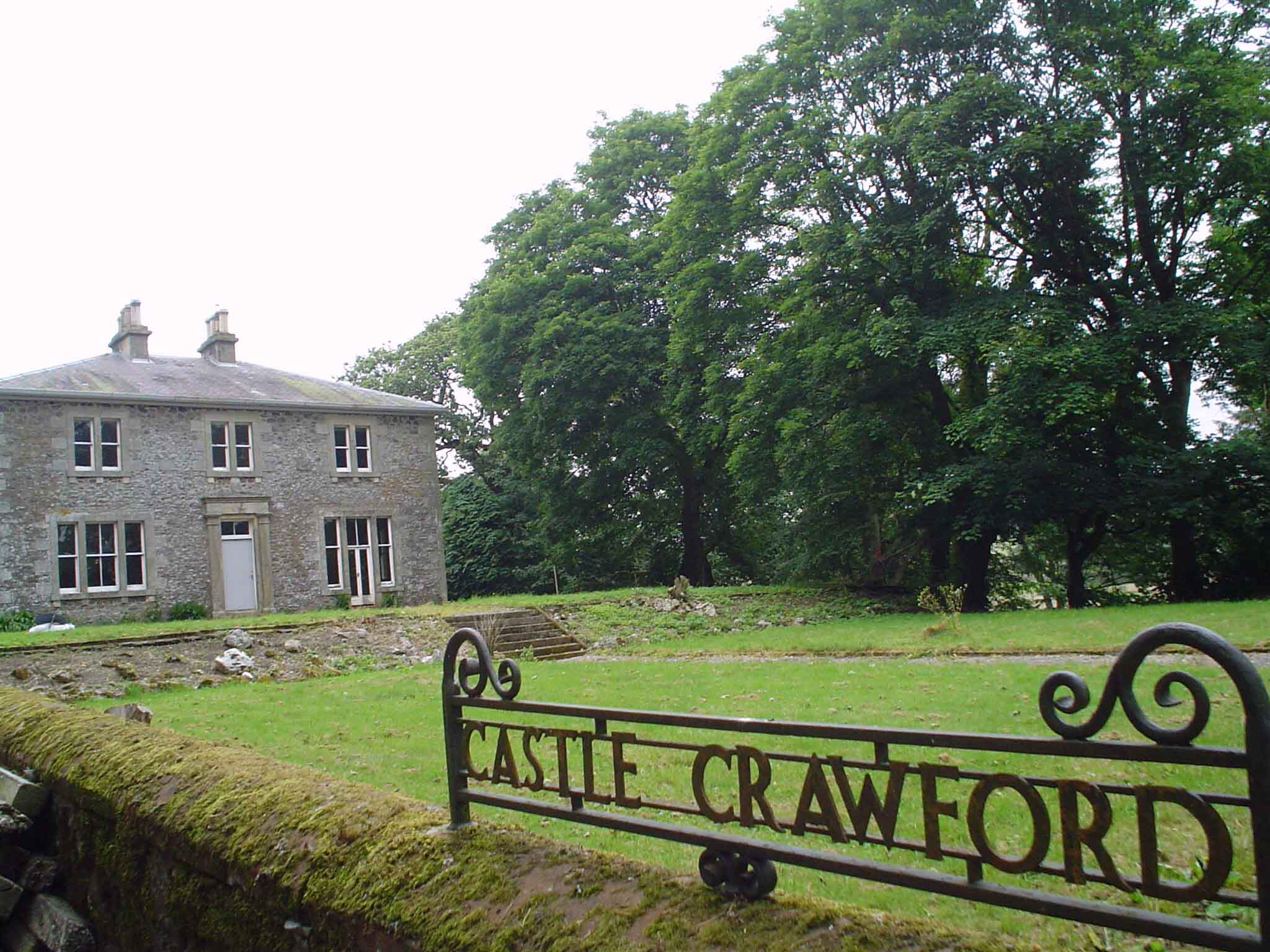
Crawford Castle House, teilweise erbaut aus den Bausteinen der nahegelegenen Burgruine.

Die frühen Erdwerke von Crawford Castle bestehen aus einem etwa 5 Meter hohen Mound mit einem umgebenden Graben und einem Burghof von etwa 45 Metern × 33 Metern Grundfläche südwestlich davon. Auf dem Mound befinden sich Überreste einer Kurtine, die eine Fläche von etwa 20 Metern × 20 Metern einfriedete. Sie stammt vermutlich vom Ende des 16. oder Anfang des 17. Jahrhunderts. Eine Gebäudeflucht an der Südwestseite der Burg entstand vermutlich in derselben Zeit. Diese turmähnliche Gebäudeflucht hatte drei Stockwerke und ein Dachgeschoss; das Erdgeschoss war mit einer Gewölbedecke und einem vorspringenden Kamin ausgestattet. Südöstlich davon wurde später im 17. Jahrhundert eine zweite Gebäudeflucht angeschlossen, in der es größere Räume und größere Fenster gab. Der gut sichtbare, mit einem Bogen versehene Rücksprung in der Ostmauer lässt vermuten, dass es dort irgendein einstöckiges Gebäude gab, dass vom Hauptblock hervorsprang. Der größte Teil der bis heute erhaltenen Ruinen stammt vermutlich vom Umbau des Marquess of Douglas im 17. Jahrhundert.
Crawford Castle wurde in eine Liste von Baudenkmälern des Ministry of Works nach dem Ancient Monuments Consolidation and Amendment Act von 1913 aufgenommen. Die Royal Commission on the Ancient and Historical Monuments of Scotland listet auf dem Gelände eine Burg oder Motte.